# Gilles de Maublanc
Gilles de Maublanc, né en 1940, est un ingénieur français, diplômé de l'Institut industriel du Nord (École centrale de Lille).

## Biographie
Né en 1940, il entre en 1966 chez GTM BTP et fera toute sa carrière dans le groupe GTM (devenu Vinci en 2000).
Il dirige la construction du grand pont Rion-Antirion, en Grèce, par le groupe français VINCI, dont la construction a nécessité la mise en œuvre de nouvelles techniques adaptées à un environnement extrêmement difficile par la grande profondeur d’eau, la nature des sols, les failles actives et une sismicité importante.

## Récompenses
Il est nommé chevalier de la Légion d'honneur par décret du 1er janvier 2005.
En 2006, il reçoit, avec Jean-Paul Teyssandier, le premier Grand prix national de l'ingénierie pour le pont Rion-Antirion (achevé en 2004).